# Werke von Johann Joseph Couven
Die folgende Liste führt die bekanntesten Werke (Bauwerke, Inneneinrichtungen, Einzelobjekte usw.) des Aachener Baumeisters Johann Joseph Couven (1701–1763) auf, soweit sie sich anhand der Quellen zuordnen lassen. Sofern keine neueren Erkenntnisse dagegen sprechen, bezieht sich die Auswahl auf die Auflistung von Joseph Buchkremer in dessen Publikation: Die Architekten Johann Joseph Couven und Jakob Couven in der Zeitschrift des Aachener Geschichtsvereins, in der einzelne Bauten exemplarisch näher beschrieben sind. Ein Großteil der Bauwerke Johann Joseph Couvens wurde im Zweiten Weltkrieg durch den Bombenhagel zerstört, teilweise wieder aufgebaut oder in Teilen transloziert.

## Erhaltene Gebäude (Auswahl)

### Bürgerhäuser
| Bezeichnung                       | Lage                                        | Bauzeit       | Beschreibung | Bild               |
| --------------------------------- | ------------------------------------------- | ------------- | --- | ------------------ |
| Wylre’sches Haus                  | Aachen, Jakobstraße 35 (Standort)           | ab 1735       | auch Haus Heusch oder Palais Heusch nach der Aachener Familie Heusch genannt. Zeitgemäße Renovierung des von Laurenz Mefferdatis entworfenen Hauses, vor allem der Fassade, der barocken Innenausstattung und des Balkongitters. Weiterführung des begonnenen Umbaus nach Johann Joseph Couvens Tod durch den Sohn Jakob Couven | weitere Bilder     |
| Gartenhaus Mantels                | Aachen, Lousberg (Standort)                 | 1737          | auch Kerstenscher Pavillon genannt, ursprünglich am Annuntiatenbach Nr. 20, 1905 bis 1907 zusammen mit der Freitreppe, dem Brunnen und der barocken Zaunanlage zum Lousberg transloziert | weitere Bilder     |
| Gartenhaus Nuellens               | Aachen, jetzt Kurpark Burtscheid (Standort) | 1740          | auch Nuellens-Pavillon genannt, ursprünglich für den Tuchmacher Johann Heupgen im Garten des Grundstückes Friedrich-Wilhelm-Platz 6 errichtet, von 1840 bis 1927 als Gartenpavillon des Hotel Nuellens genutzt, 1927 in den Garten des Hauses Fey, Seilgraben 34 versetzt. Nach dessen Zerstörung am 14. Juli 1943 wurde der Gartenpavillon 1961 im Burtscheider Kurpark wieder aufgebaut, die dazugehörige Treppenanlage befindet sich nach wie vor im Garten vom Grundstück Seilgraben 34. | weitere Bilder     |
| Stadtpalais (Museum) d’Ansembourg | Lüttich (B)Standort                         | 1738–1741     | erbaut für den Bankier Michel Willems, Architektur und dekorative Kunst im Lütticher Régence-Stil | weitere Bilder     |
| Haus Grand Ry/Mennicken/Signon    | Eupen (B), Werthplatz 1–3 Standort          | 1741–1744     | ehemaliges Kaufmannshaus für die Familie Jean Gilles Grand Ry. Der massige, strenge dreigeschossiger Bau mit einem eleganten dreiflügeligem Innenhof ist Couvens größtes Bürgerhaus in Eupen. Frontseite mit 39 Stichbogenfenster, einer geschwungenen Freitreppe und halbrunden Giebel mit dem Relief der Fortuna | weitere Bilder     |
| Quirinusbad                       | Aachen, Hof 7 Standort                      | 1745          | errichtet auf den Fundamenten des alten Blasius-Spitals, Innenausbau durch Couven, um- und neu aufgebaut durch Adam Franz Friedrich Leydel im Jahr 1825 | Quirinusbad        |
| Haus Nispert                      | Eupen (B), Nispert 18 Standort              | 1747          | Umgebautes Herrenhauses mit Stallungen und Wirtschaftsgebäude des Färbereibesitzers Erich Adolf Goertz, eingebettet in einer barocken Parkanlage | weitere Bilder     |
| Haus Vercken                      | Eupen (B), Marktplatz 1 Standort            | 1752          | dreigeschossiges Haupthaus mit anliegendem Schererwinkel für den Tuchkaufmann Leonhard Vercken. Verknüpfung französischen Régence-Stils mit süddeutschem Barock. Schönstes erhaltenes Bürgerhaus Couvens in Eupen, seit 1857 Kloster der Franziskanerinnen von der Heiligen Familie), daher auch Klösterchen genannt | weitere Bilder     |
| Haus zum Horn                     | Aachen, Jakobstraße 24 (Standort)           | 1757          | Teil der damaligen Nadelfabrik Chorus, zweiachsiger Erweiterungsbau für den Nadelfabrikanten Cornelius Chorus, gilt aufgrund seiner vertikal ausgerichteten Proportionen und der feinen Fensterprofilierungen als ein edles Beispiel des Aachener Rokokos | Haus zum Horn      |
| Haus Grand Ry                     | Eupen (B), Klötzerbahn 32 Standort          | 1760–1763     | bürgerliches Spätwerk Couvens als französische Hofanlage für den Tuchfabrikanten Nicolas Joseph Grand Ry, heute Regierungssitz der Deutschsprachigen Gemeinschaft Belgiens | weitere Bilder     |
| Wohnhaus                          | Aachen, Großkölnstraße 78 Standort          | Mitte 18. Jh. | | Großkölnstraße 78  |
| Wohnhaus                          | Aachen, Jakobstraße 1 Standort              | Mitte 18. Jh. | nur Teile erhalten geblieben | Jakobstraße 1      |
| Wohnhaus                          | Aachen, Jakobstraße 6 Standort              | Mitte 18. Jh. | | Jakobstraße 6      |
| Wohnhaus                          | Aachen, Jakobstraße 16 Standort             | Mitte 18. Jh. | | Jakobstraße 16     |
| Wohnhaus                          | Aachen, Jakobstraße 88 Standort             | Mitte 18. Jh. | | Jakobstraße 88     |
| Wohnhaus                          | Aachen, Kockerellstraße 22 Standort         | Mitte 18. Jh. | dreigeschossiges und vierachsiges Wohnhaus mit barocker Fassade. Backsteinbau mit Gewänden aus Blaustein. | Kockerellstraße 22 |
| Wohnhaus                          | Aachen, Krämerstraße 1 Standort             | Mitte 18. Jh. | Umbau; eingebaute Nische der abgerundeten Hausecke zur Aufnahme einer zierlichen Madonnenfigur. Nach oben abgeschlossen von einer Muschel und einem Baldachin, nach unten von einer schmiedeeisernen Konsole und einem Rokoko-Ornament | Krämerstraße 1     |
| Wohnhaus                          | Aachen, Mörgensstraße 5 Standort            | Mitte 18. Jh. | ehemaliges Stadthaus der Familie Moirke (stellte mehrere Bürgermeister der Reichsstadt Aachen). Später Teil der Tuchfabrik C. Nellessen, J. M. Sohn | Mörgensstraße 5    |
| Wohnhaus                          | Aachen, Münsterplatz 19 Standort            | Mitte 18. Jh. | | Münsterplatz 19    |
| Wohnhaus                          | Aachen, Münsterplatz 20 Standort            | Mitte 18. Jh. | | Münsterplatz 20    |
| Wohnhaus                          | Aachen, Neupforte 24–26 Standort            | Mitte 18. Jh. | | Neupforte 24–26    |
| Wohnhaus                          | Aachen, Rosstraße 9 Standort                | Mitte 18. Jh. | | Rosstraße 11       |
| Wohnhaus                          | Burtscheid, Altdorfstraße 35 Standort       | Mitte 18. Jh. | | Altdorfstraße 35   |

### Schlossanlagen
| Bezeichnung               | Lage                                  | Bauzeit       | Beschreibung | Bild                   |
| ------------------------- | ------------------------------------- | ------------- | --- | ---------------------- |
| Schloss Thor              | Astenet, Nierstraße 5 (B) Standort    | 1733          | Couven errichtete für die Walhorner Familie Heyendal den Toreingang zum Gut, was dem ganzen Anwesen nun den Namen Haus Thor bzw. Château Thor verlieh. Schlussstein des Bogens zeigt zur Straßenseite hin das Wappen der Heyendals und die Jahreszahl 1733 | Torhaus Schloss Thor   |
| Schloss Neuburg (Limburg) | Gulpen-Wittem (NL) Standort           | 1733–1735     | Schlossgebäude erbaut von Johann Conrad Schlaun. Couven führte die Bauaufsicht und entwarf die beiden turmbewehrten Seitenflügel und einen hinteren Flügel | weitere Bilder         |
| Schloss Lemiers           | Lemiers (NL) Standort                 | vor 1750      | Toranlage, Brücke und Gartenmauer im Louis-seize-Stil | weitere Bilder         |
| Schloss Jägerhof          | Düsseldorf Standort                   | 1748–1763     | Planung und Umsetzung eines repräsentativeren Jägerhofs im Stil eines Lustschlosses des Rokoko im Auftrag des Kurfürsten Karl Theodor von Pfalz und Bayern. Ein erster Entwurf Couvens von 1749 sah ein dreigeschossiges Gebäude mit mittlerem Turm und Flügelbauten vor, um das die Düssel geleitet werden sollte. Der Oberbaudirektor Nicolas de Pigage setzte jedoch nur einen Teil der ursprünglich geplanten Baumaßnahmen um. So wurde das Gebäude 1762 ohne Seitenflügel fertiggestellt | weitere Bilder         |
| Gut Kalkofen              | Aachen, Talbotstraße 33–37 (Standort) | 1750–1753     | Umbau zum Lustschloss im Auftrag von Johann von Wespien. Couven behielt den nahezu quadratischen Grundriss Kalkofens bei und bezog ältere Teile wie Türme und Umfassungsmauer in den Neubau ein. Lediglich den nördlichen Teil der nordöstlichen Ringmauer ließ Couven niederlegen, um vom Herrenhaus den Blick auf ein neues Gartenparterre freizugeben | weitere Bilder         |
| Schloss Breill            | Geilenkirchen Standort                | 1754          | einziges Bauwerk Couvens im Kreis Heinsberg. Umbau des zweigeschossigen barocken Flügels mit markantem Mansarddach sowie des Gartens für den Statthalter des Kurfürsten Karl Theodor von der Pfalz, dem Grafen Johann Ludwig von Goltstein | weitere Bilder         |
| Schloss Genhoes           | Valkenburg aan de Geul (NL) Standort  | Mitte 18. Jh. | Torhaus mit Brücke und Anbauten | Schloss Alt-Valkenburg |

### Sakrale Bauten
| Bezeichnung                              | Lage                                             | Bauzeit                                | Beschreibung | Bild                        |
| ---------------------------------------- | ------------------------------------------------ | -------------------------------------- | --- | --------------------------- |
| St. Agatha                               | Eys (NL) Standort                                | 1732–1734                              | Im Auftrag von Graf Ferdinand von Plettenberg im barocken Stil nach einem Entwurf des westfälischen Architekten Johann Conrad Schlaun errichtet. Couven beteiligte sich mit eigenen Teil-Entwürfen und führte die Bauaufsicht. Bauausführung durch das Bauunternehmen Franz und Paul Klausener | weitere Bilder              |
| Kirche des Klosters Wittem               | Wittem (NL) Standort                             | 1732–1734                              | Im Auftrag von Graf Ferdinand von Plettenberg als Schlosskapelle und Regionalkirche zusammen mit dem zugehörigen Kloster nach einem Entwurf von Johann Conrad Schlaun errichtet. Couven beteiligte sich mit eigenen Teil-Entwürfen und führte die Bauaufsicht. Bauausführung durch das Bauunternehmen Franz und Paul Klausener | weitere Bilder              |
| St. Johann                               | Aachen-Burtscheid (Standort)                     | 1736–1741 (Westturm), 1748–1754 (Chor) | Bau einer neuen Abteikirche. Nach mehreren Entwürfen entschied sich Couven für ein kurzes Langhaus mit einer Zentralkuppel sowie einem vorgelagerten viergeschossigen quadratischen Westturm mit abgeschrägten Dachkanten an der Turmhaube. Bauausführung durch das Bauunternehmen Franz und Paul Klausener | weitere Bilder              |
| St. Michael                              | Aachen-Burtscheid (Standort)                     | 1747–1763                              | Bis auf den Turm Neubau des alten baufälligen Bauwerkes als barocke dreischiffige Pfeilerbasilika. Durch Kostensteigerung vereinfachte Ausführung von Couvens ursprünglichen Plänen. Bauausführung durch das Bauunternehmen Franz und Paul Klausener. Innenausstattung, im Besonderen Hochaltar, Tabernakelaltar und Kommunionbank, ebenfalls nach Entwürfen Couvens um 1751 errichtet                                                   | weitere Bilder              |
| Kapelle Enthauptung Johannes des Täufers | Eupen (B), Nispert 18 Standort                   | 1747                                   | Neubau der dem Haus Nispert angegliederten Johanneskapelle sowie komplette Innenausstattung nach Couvens Plänen | weitere Bilder              |
| Annakirche                               | Aachen, Annastraße (Standort)                    | 1748–1749                              | Um- und Erweiterungsbau der Klosterkapelle der Benediktinerinnen aus dem Jahre 1532 zu einer Klosterkirche | weitere Bilder              |
| Kloster Sinnich                          | Teuven (B) Standort                              | 1750–1754                              | Torbau, Vorgiebel und Fassade nach Entwürfen Couvens | Schloss und Kloster Sinnich |
| Johannes der Täufer-Kirche               | Oud Valkenburg Standort                          | 1757                                   | Chor und Teile der Innenausstattung von Couven | weitere Bilder              |
| Kloster Munsterbilzen                    | Munsterbilzen (B)Standort                        | 1757–1759                              | Um- und Erweiterungsbau im Louis-seize-Stil im Auftrag der Äbtissin Antoinette Gräfin von Eltz-Kempenich (1756–1771) | weitere Bilder              |
| Stift St. Gerlach                        | Houthem bei Valkenburg aan de Geul (NL) Standort | 1759–1763                              | von Laurenz Mefferdatis erbaute barocke Klosteranlage, die dem Grab des Gerlach von Houthem (1100–1177), Heiliger, Ritter und Einsiedler in Houthem bei Valkenburg, gewidmet wurde. Erweiterungsbau(ten) als Gemeinschaftswerk von Vater und Sohn Couven: Johann Joseph Couven wird das Ökonomiegebäude, seinem Sohn der Pachthof zugeschrieben, wobei es sich dabei auch um ein und dasselbe Gebäude handeln kann (siehe Bilderstrecke) | weitere Bilder              |
| Roskapellchen                            | Aachen, Rosstraße o. Nr. Standort                | 1758/1759                              | Buchkremer schreibt das Roskapellchen Johann Joseph Couven zu, andere Quellen Laurenz Mefferdatis, der aber im Entstehungsjahr bereits verstorben war. | weitere Bilder              |

## Abgegangene Gebäude
| Bezeichnung                               | Lage                                  | Bauzeit         | Abgang                    | Beschreibung | Bild                                    |
| ----------------------------------------- | ------------------------------------- | --------------- | ------------------------- | --- | --------------------------------------- |
| Wespienhaus                               | Aachen, Kleinmarschierstraße Standort | 1734–1737       | 1943                      | Innenausbau und Anbauten bis Ende des 18. Jahrhunderts vollendet. In dieser späten Anbauphase wurde von Couven Sohn Jakob noch der Couvenwandbrunnen angefertigt. Nach der völligen Zerstörung sind 1972/1973 Fassadenteile an die Seitenwand der Turnhalle des Kaiser-Karls-Gymnasiums angebracht worden. Der ebenso gerettete Couvenwandbrunnen wurde 1928 zunächst zum Haus Fey und 1993 zur Abtei Burtscheid transloziert. Standort | weitere Bilder Wespienhausfassade heute |
| Ungarnkapelle                             | Aachen, am Aachener Dom Standort      | 1747            | 1755                      | im Auftrag von Emerich von Mórócz als Vertreter des Grafen Karl Josef Batthyány sollte Couven die zuvor baufällige gotische Kapelle durch einen barocken Neubau ersetzen. Wegen Baumängel noch in der Phase des Rohbaus niedergelegt; 1756 anschließender Neubau durch Joseph Moretti | Ungarnkapelle Aachen                    |
| Komödienhaus und Gerichtsgebäude Die Acht | Aachen, Katschhof Standort            | Umbau 1748–1751 | Ende 19. Jh. niedergelegt | Umbau im Auftrag von Graf Wenzel Anton Kaunitz des im 12. Jahrhundert erbauten Gewandhauses. Gemäß Couvens Plänen wurden neue Fensterachsen mit Keilstein im Stichbogenform angebracht und die Bogenstellungen durch weiter gespannte Rundbögen auf Säulen aufgelockert sowie das Mansarddach an der Außenfront verändert, um das nördlich anschließende Gerichtsgebäude, die „Acht“, mit dem Komödienhaus zu verbinden                 | Altes Komödienhaus Aachen               |
| Gerichtsgebäude Die Acht                  | Aachen, Katschhof Standort            | Umbau 1748–1751 | Ende 19. Jh. niedergelegt | Neubau des alten Gerichtsgebäudes aus dem Jahre 1215, in dem der Vogtmajor und die Schöffen residierten. Fünfachsiges zweigeschossiges Gebäude mit weich geformten, abgewalmten Mansarddach; Die drei mittleren und leicht vorgezogenen Achsen waren mit einem geschweiften Giebel mit der sitzenden Gestalt Apollos gekrönt | Gerichtsgebäude die „Acht“ Aachen       |
| Haus Zur kaiserlichen Krone               | Aachen, Alexanderstraße 36 Standort   | Umbau 1749      | zerstört                  | Umbau aus Staatsmitteln des schon 1651 erwähnten Wirtshauses Zum wilden Mann und im Auftrag des neuen Besitzers Matthias Lognay, Statthalter Friedrichs des Großen in Aachen; Quartier zahlreicher gekrönter Häupter | weitere Bilder                          |
| Haus Zum blinden Esel                     | Aachen, Franzstraße 8 Standort        | 1754            | zerstört                  | Umbau des Hauses im Auftrag von Theodor Thimus, der im Erdgeschoss eine Färberei betrieb; prägnant die massiven Quadern und der dekorative Giebelschmuck | Franzstraße 8 und 10                    |
| Prinzenhof                                | Maaseik (B), Bosstraat 45 Standort    | 1758            | 1818                      | Jagdhaus für den Fürstbischof von Lüttich Johann Theodor von Bayern; Das Gebäude war durch einen Tunnel unter den Deichen und einem Tor mit den Außenanlagen und der Plantagerie verbunden, die außerhalb der Deiche lagen. | Prinzenhof Maaseik                      |
| Haus Schumacher                           | Burtscheid, Hauptstraße 28 Standort   | Mitte 18. Jh.   | zerstört                  | einschließlich reichhaltiger Innenausstattung und Stuckarbeiten | weitere Bilder                          |
| Haus Die Kron                             | Burtscheid, Hauptstraße 52 Standort   | Mitte 18. Jh.   | zerstört                  | | weitere Bilder                          |

### Weitere aufgelistete und nicht näher beschriebene abgegangene Gebäude (Auswahl)
| Bezeichnung                             | Lage | Bemerkungen |
| --------------------------------------- | --- | --- |
| Wohnhäuser, Hofhäuser, Um- und Anbauten | Aachen: Adalbertstraße 13, 18 (Hofgebäude), 30, 33 Alexanderstraße 2 (mit Nische für eine Madonna an der Hausecke), 5 (nur Portal), 6, 7, 8, 10, 18 (nebst Nachbartor), 21, 38 (mit Fenstergitter), 47, 74, 125 Augustinerbach 14 Bendelstraße 14 (Gartenpavillon) Büchel 17 („Im Gülden Ritter“), 19, 27 Dahmengraben 24 Eilfschornsteinstraße 70 (Portal) Franzstraße 12, 24 (Pastor'sches Gartenhaus), 53, 54, 83 Großkölnstraße 3, 5, 19 (mit Balkongitter), 46, 49 („Zur Gülden Bar“), 51, 63 (Haus Oliva), 75 (mit schmiedeeisernen Fenstergittern), 92 Hühnermarkt 1, 2 Jakobstraße 10, 36, 117, 120 Katschhof Wohnungen für die Stiftsvikare Kleinkölnstraße 8, 15 Kleinmarschierstraße 35, 43, 45, 48 („Im Baum“/1763) Kockerellstraße 21, 24 Komphausbadstraße 1 Marktplatz 7 (Umbau), 17, 24, 31, 32, 43 Münsterplatz 4, 21 Peterstraße 2, 8, 11, 26, 30, 44/46 Pontdriesch 42 Pontstraße 7, 20, 36, 86 Rochusstraße: Gartenpavillons Rosstraße 22, 43, 48 Sandkaulbach 31, 33 Sandkaulstraße 3, 8, 23, 45, 48, 82, 84, 101 Seilgraben 11 (Zur Sonne) Wirichsbongardstraße 18 Burtscheid Hauptstraße 24, 33 (Hintergebäude), 35 („Im Bau“), 45, 77 Krugenofen 21 Heinsberg Amtsgerichtsgebäude und Rentmeistereihaus Haus Herp bei Dremmen Lüttich Wohnhaus für Maximilian Heinrich Graf von Horion, Staatsminister | nicht immer einwandfrei zuzuordnen, ob der Vater Johann Joseph oder der Sohn Jakob Couven oder gar beide zusammen zuständig waren oder ob die Gebäude im so genannten „Couvenstil“ jener Zeit errichtet worden sind. |

## Sakrale Inneneinrichtungen
| Bezeichnung                                                                                        | Lage                            | Bauzeit                                                           | Beschreibung | Bild                           |
| -------------------------------------------------------------------------------------------------- | ------------------------------- | ----------------------------------------------------------------- | --- | ------------------------------ |
| Loretoaltar, innere Seitenflügel und Orgelempore für St. Nikolaus                                  | Aachen, Großkölnstraße Standort | 1732 zwei innere Seitenflügel; 1735 Orgelempore; 1755 Loretoaltar | Loretoaltar wurde 1894 entfernt und zwischengelagert und 1920 als Sakristeialtar neu aufgebaut; Orgelempore wurde 1885 durch eine neugotische Westempore ersetzt | weitere Bilder                 |
| Lutherische Kirche De Kopermolen                                                                   | Vaals Standort                  | 1736/37                                                           | Altar (zugeschrieben) und Kanzel (gesichert) von Couven, Die Kanzel wurde im Régencestil entworfen und in Holzschnitzarbeit ausgeführt | Altar und Kanzel               |
| Innenausbau der Theresienkirche                                                                    | Aachen, Pontstraße Standort     | 1739                                                              | Couven entwarf für die Kirche eine geschlossene, einheitliche Innenausstattung in reiner Rokoko-Ornamentik, gestiftet durch Johann von Wespien | weitere Bilder                 |
| Hochaltar St. Andreas, Düsseldorf                                                                  | Düsseldorf Standort             | 1739/1740                                                         | Der Hochaltar von St. Andreas galt als das bedeutendste Kunstwerk des Düsseldorfer Barocks. Er wurde in den Jahren 1739/1740 von Johann Joseph Couven entworfen und zu Beginn der 1740er Jahre realisiert. In der Nacht vom 10. auf den 11. September 1942 wurde er durch einen britischen Luftangriff zerstört.                                                         | Hochaltar St. Andreas          |
| Hochaltar, Kanzel, Orgelgehäuse und Emporenbrüstung von St. Katharina                              | Langerwehe-Wenau Standort       | 1740–1746                                                         | Von Couven wurden die prächtige Emporenbrüstung und der Tabernakelaltar von 1740 sowie das Orgelgehäuse von 1746 entworfen | weitere Bilder                 |
| Hochaltar von St. Nikolaus                                                                         | Eupen Standort                  | 1744                                                              | Die Ausführung des Hochaltars übernahm der Lütticher Bildhauer Hubert Hyard. Mit der farbigen Fassung, der Marmorierung und Vergoldung wurde aus Lüttich Jacob Hainaux betraut. Der barocke Altar verbindet Aachener und Lütticher Motive | weitere Bilder                 |
| Hochaltar von St. Katharina                                                                        | Eupen-Kettenis Standort         | 1744/1745                                                         | Der barocke Hochaltar aus Holz gilt als der kleine Bruder von St. Nikolaus in Eupen; beidseitig drei Säulen, an deren Basen befinden sich Reliefbilder der Evangelisten; Das Antependium, selbst kein Werk Couvens, stammt aus einem Couvenaltar in St. Jakob in Aachen, wo es 1729 angebracht und 1888 abgebrochen wurde. Das Altarbild stammt von Francesco Bernardini | Hochaltar St. Katharina, Eupen |
| Kommunionbank, Beichtstuhl sowie die Mensen für die Seitenaltäre und den Marienaltar von St. Peter | Aachen, Peterskirchhof Standort | 1748/1749                                                         | Die Kommunionbank befindet sich heute in der Ungarischen Kapelle des Aachener Domes. Standort | Kommunionbänke Ungarnkapelle   |
| Chorgestühl, Täfelung, Türen und Kanzel für die Heilig-Kreuz-Kirche                                | Aachen, Pontstraße Standort     | um 1755                                                           | Chorgestühl, Täfelung und Türen befinden sich heute im Aachener Rathaus Standort sowie die Kanzel in der Theresienkirche Standort | Kanzel Theresienkirche         |
| Kommunionbank, Tabernakel und Orgelgehäuse der Reichsabtei Kornelimünster                          | Aachen-Kornelimünster Standort  | 1760 Kommunionbank und Tabernakel; 1763 Orgelgehäuse              | In dem aus romanischer Zeit stammenden Westbau befindet sich die Orgel, eingefasst in das Rokokogehäuse von Johann Joseph Couven von 1763. Tabernakel und Kommunionbank ebenfalls im Rokokostil | weitere Bilder                 |

## Sonstige erhaltene Einzelwerke
| Bezeichnung                       | Lage                              | Bauzeit       | Beschreibung | Bild                                        |
| --------------------------------- | --------------------------------- | ------------- | --- | ------------------------------------------- |
| Steinfassung des Karlsbrunnens    | Aachen, Marktplatz Standort       | 1735          | Beim Umbau des Marktbrunnens wurde die Einfassung des Wasserbeckens von Couven neu gestaltet. Große zwischengestellte Konsolen unterbrechen die geschwungene Umrisslinie des Beckens.                               | weitere Bilder                              |
| Fisch-Figuren am Karlsbrunnen     | Aachen, Marktplatz Standort       | 1738          | Bronze-Plastiken nachträglich als Ergänzung der Umbaumaßnahmen des Karlsbrunnens als optische Auflockerung im Becken eingelassen                                                                                    | Fisch-Figuren am Karlsbrunnen               |
| Straßenpavillons am Haus Fey      | Aachen, Seilgraben 34 (Standort)  | 1740          | Im Rahmen der Umbaumaßnahmen bei der Übernahme des Hauses durch Michel François Grand Ry entwarf Couven zwei schmucke Pavillons beiderseits neben dem Straßentor, von denen der rechte teilweise noch erhalten ist. | Eingang Haus Fey · Straßenpavillon Haus Fey |
| Portal eines Wohn-Geschäftshauses | Eupen, Haus Marktplatz 8 Standort | 1747          | | Portal Marktplatz 8                         |
| Portal eines Wohnhauses           | Aachen, Rosstraße 33 Standort     | Mitte 18. Jh. | | Rosstraße 33                                |

## Sonstige abgegangene Einzelwerke
| Bezeichnung                                         | Lage                                | Bauzeit | Abgang | Beschreibung | Bild                                                               |
| --------------------------------------------------- | ----------------------------------- | ------- | --- | --- | ------------------------------------------------------------------ |
| Umbau Fassade und Freitreppe des Aachener Rathauses | Aachen, Marktplatz Standort         | 1727    | abgebrochen | Übergang vom Louis-seize-Stil zum Régence-Stil, Blausteinfassade mit abgeschwächten Gesimse und freischwingenden Naturformen der Ornamentik, Erweiterung des oberen Podestes in Form einer doppelt geschwungenen Linie mit dem unteren Lauf der Treppe harmonierend; Gusseisenbrüstung                    | Rathausfassade und Freitreppe 1727 · Rathausfassade und Freitreppe |
| zwei kleine Laufbrunnen neben dem Karlsbrunnen      | Aachen, Marktplatz Standort         | 1736    | 1890 wg. Umbaumaßnahmen entfernt | Drei gebogene Stufen führten an der jeweiligen Außenseite zu dem quadratischen und dem Karlsbrunnen zugewandten Brunnengehäuse empor, das ursprünglich durch eine große Vase, später mit dem preußischen Adler geschmückt war                                                                             | Laufbrunnen am Karlsbrunnen                                        |
| Innenausbau des Londoner Hofes                      | Aachen, Kleinkölnstraße 18 Standort | 1740    | im Zweiten Weltkrieg zerstört; nur die erdgeschossige Partie der beiden Straßenachsen der Flügelbauten ist erhalten; Wiederaufbau auf alten Fundamenten unter Verzicht auf den dreiachsigen Mittelrisalit | ursprünglich erbaut in zwei Abschnitten 1713 und 1740 nach Plänen von Laurenz Mefferdatis; Johann Joseph Couven übernahm 1740 den Innenausbau: Mitteltrakt im Obergeschoss mit Vorzimmer und Saal, Parterre Vestibül und Gartensaal, in den Flügeln ein Vorzimmer und Treppenhaus sowie die Fremdenzimmer | (aktueller Zustand)                                                |

Ebenfalls weitestgehend durch Kriegseinwirkungen zerstört sind unter anderem Teile der Innenausstattung von St. Foillan am Münsterplatz; Kanzel, Beichtstühle und Altäre von St. Jakob in der Jakobstraße; Seitenaltäre und Beichtstuhl von St. Peter am Peterkirchshof  sowie Portal und Mauer des Rathausgartens am Katschhof, alle aus den Jahren 1740–1745.